# Perro boyero
Se conocen con el nombre de perros boyeros a una serie de razas de perro que tradicionalmente se han usado para el manejo y conducción del ganado bovino.

## Razas oficialmente reconocidas
La FCI clasifica las razas de perros boyeros en dos grupos distintos basándose en su fisonomía. En el Grupo I, Sección 2, coloca a los perros boyeros de aspecto lupoide y en el Grupo II, Sección 3, a los molosoides de tipo montaña. 

### Razas incluidas en el Grupo I, Sección 2.ª, Perros boyeros de tipo lupoide

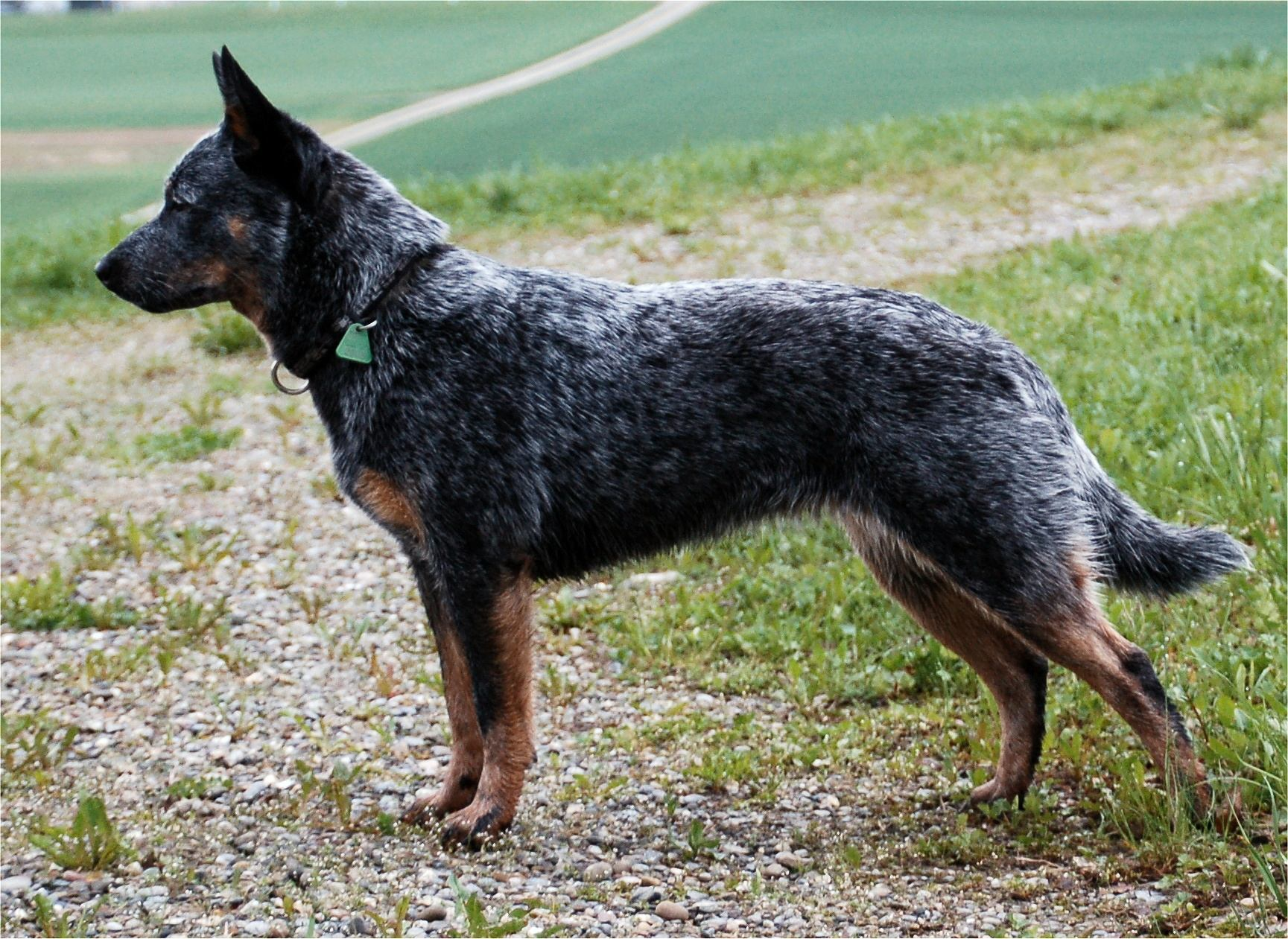
Boyero Australiano.
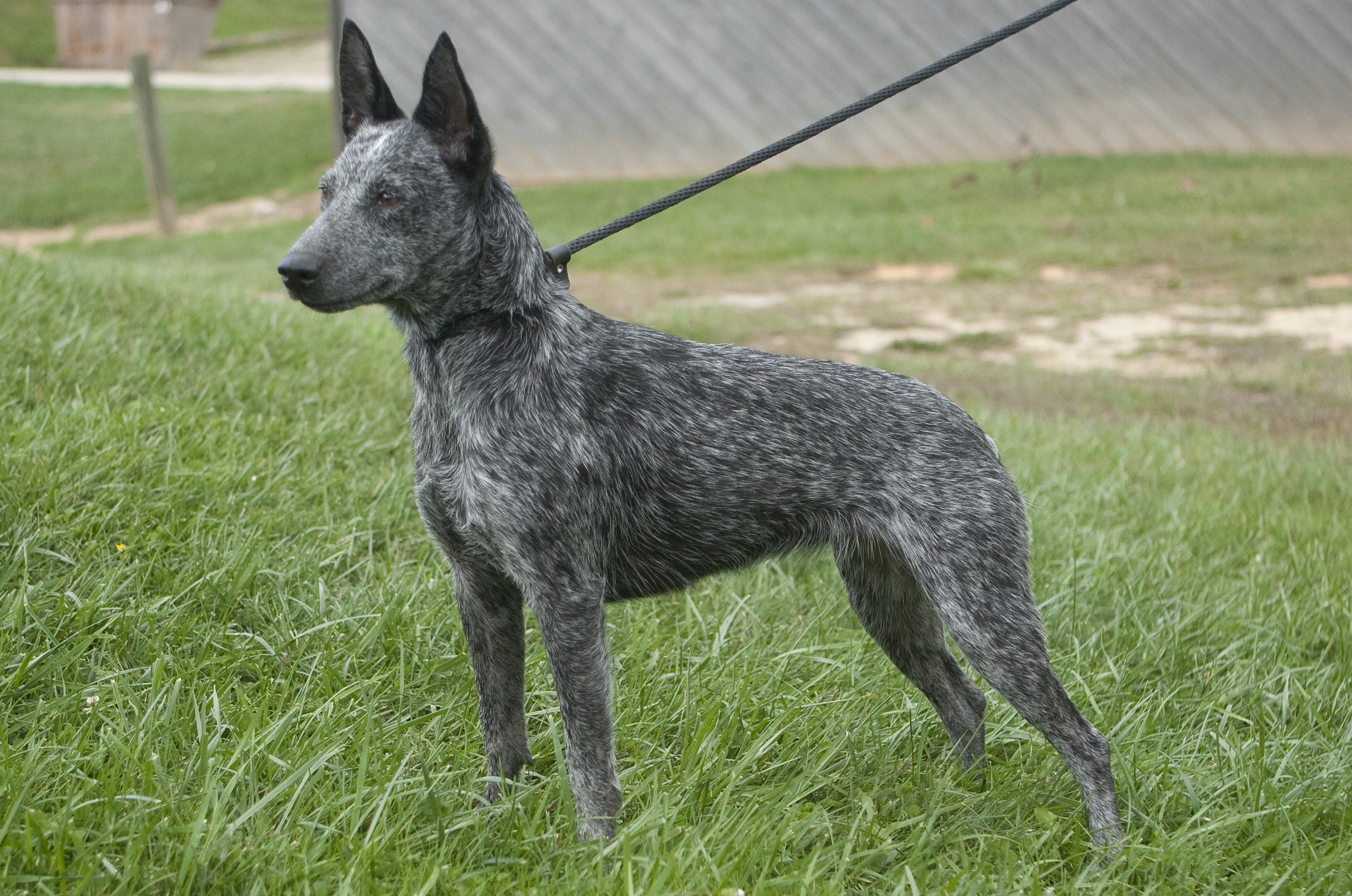
Boyero Australiano Stumpy Tail.
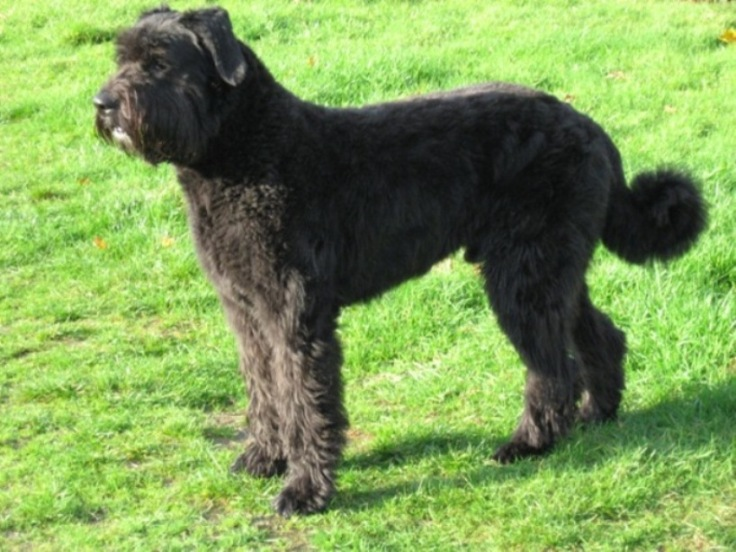
Boyero de Flandes.
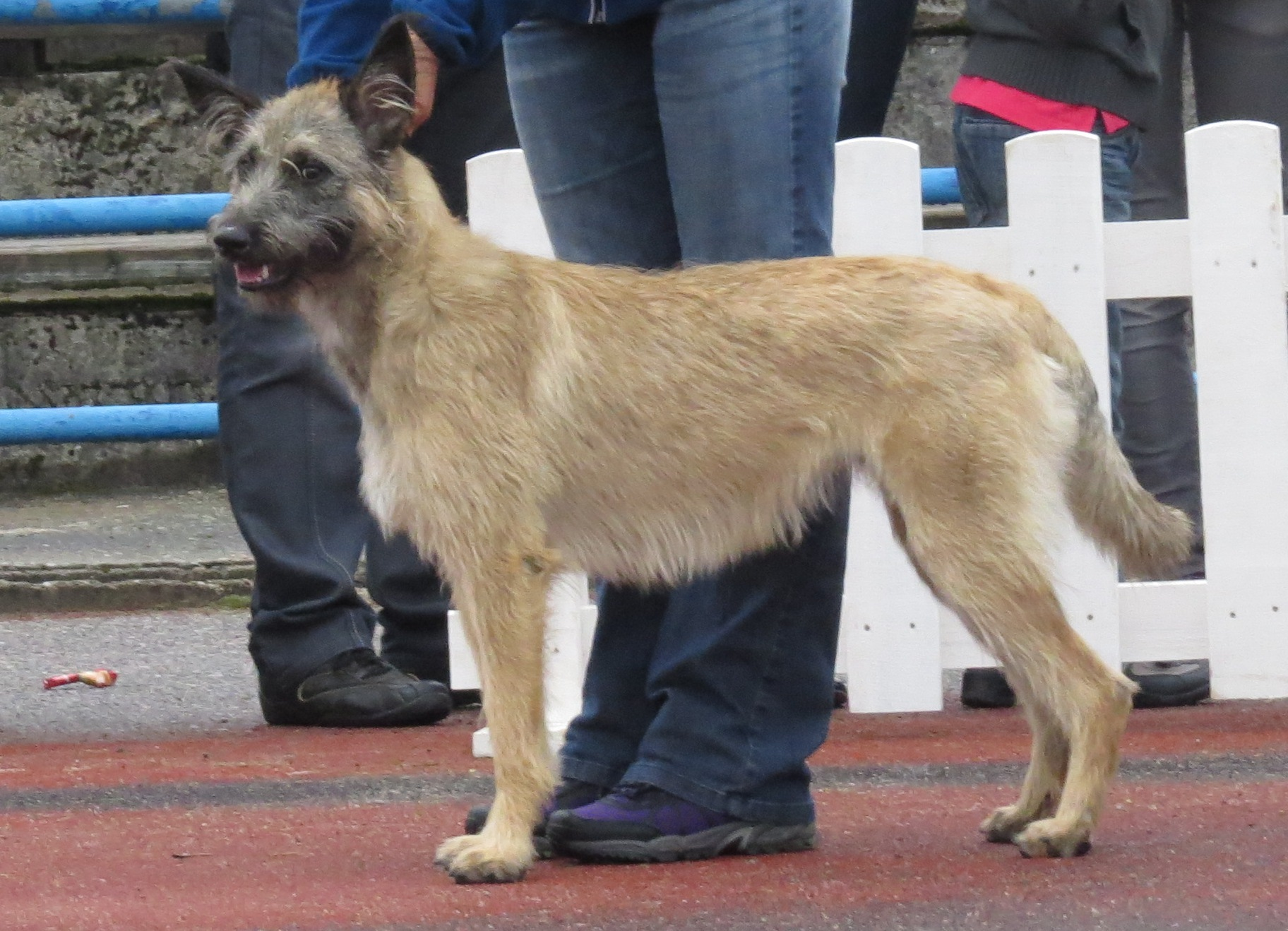
Boyero de las Árdenas.

### Razas incluidas en el Grupo II, Sección 2.ª, Molosos de tipo dogo y tipo montaña

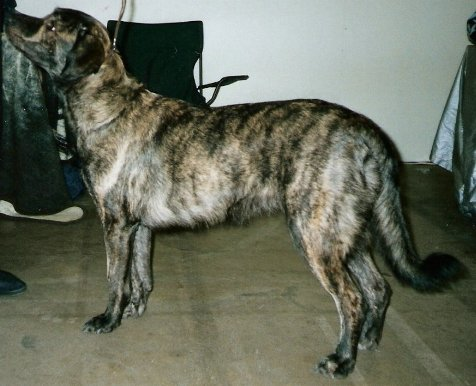
Fila de São Miguel.
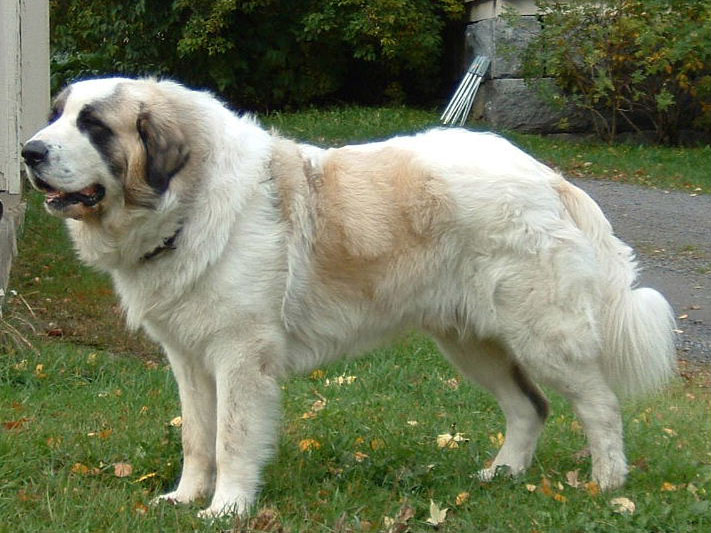
Mastín del Pirineo.
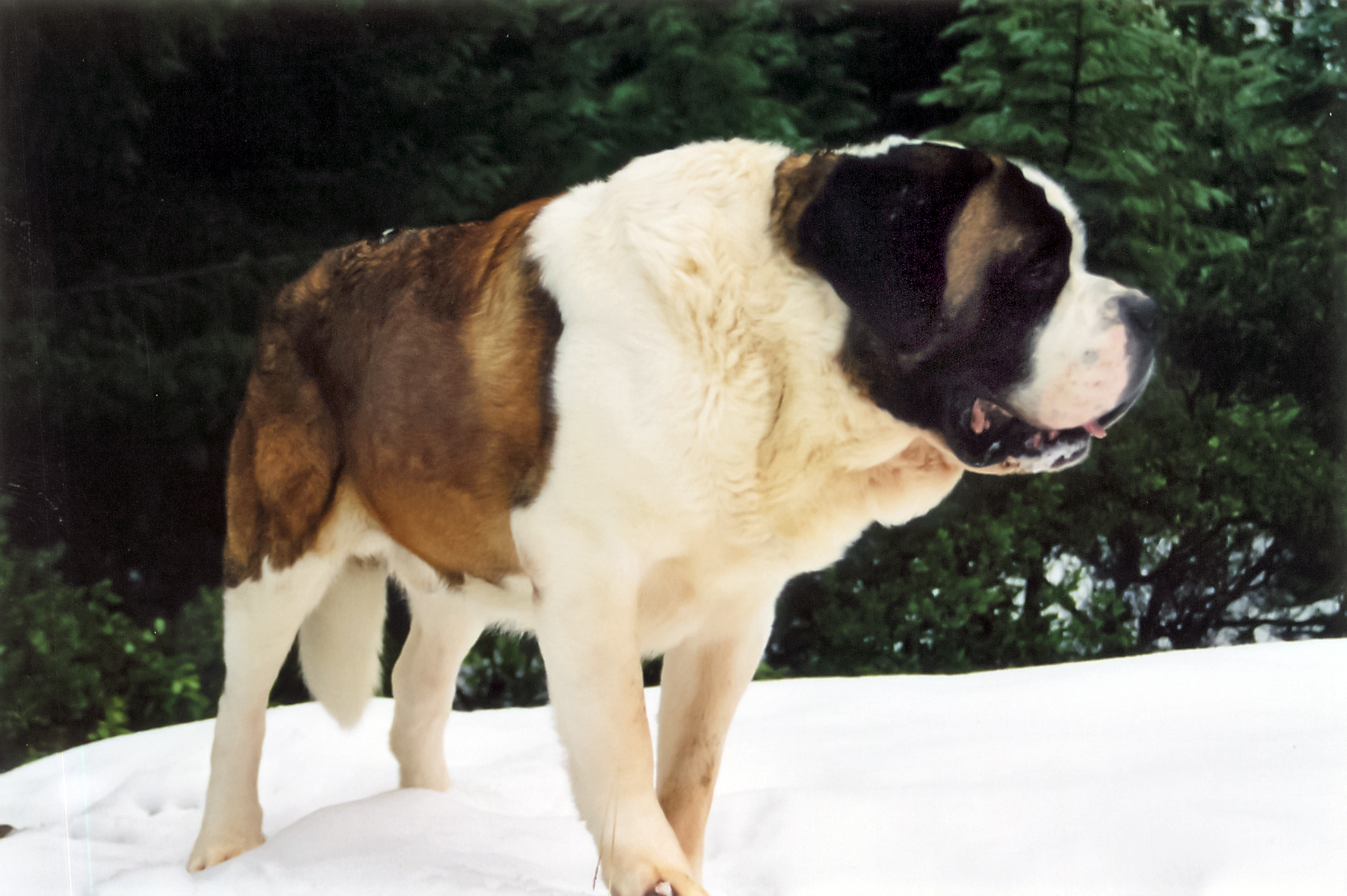
San Bernardo.

### Razas incluidas en el Grupo II, Sección 3.ª, Boyeros Suizos

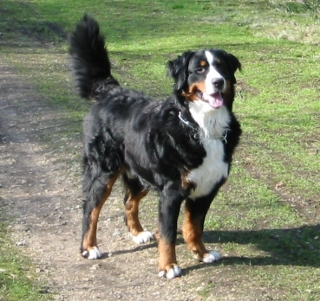
Boyero de Berna.
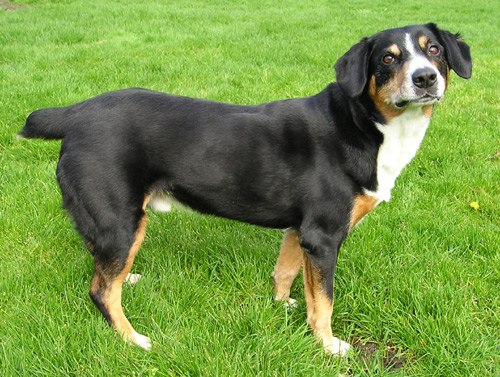
Boyero de Entlebuch.
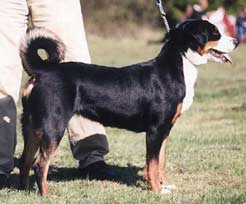
Boyero de Appenzell.
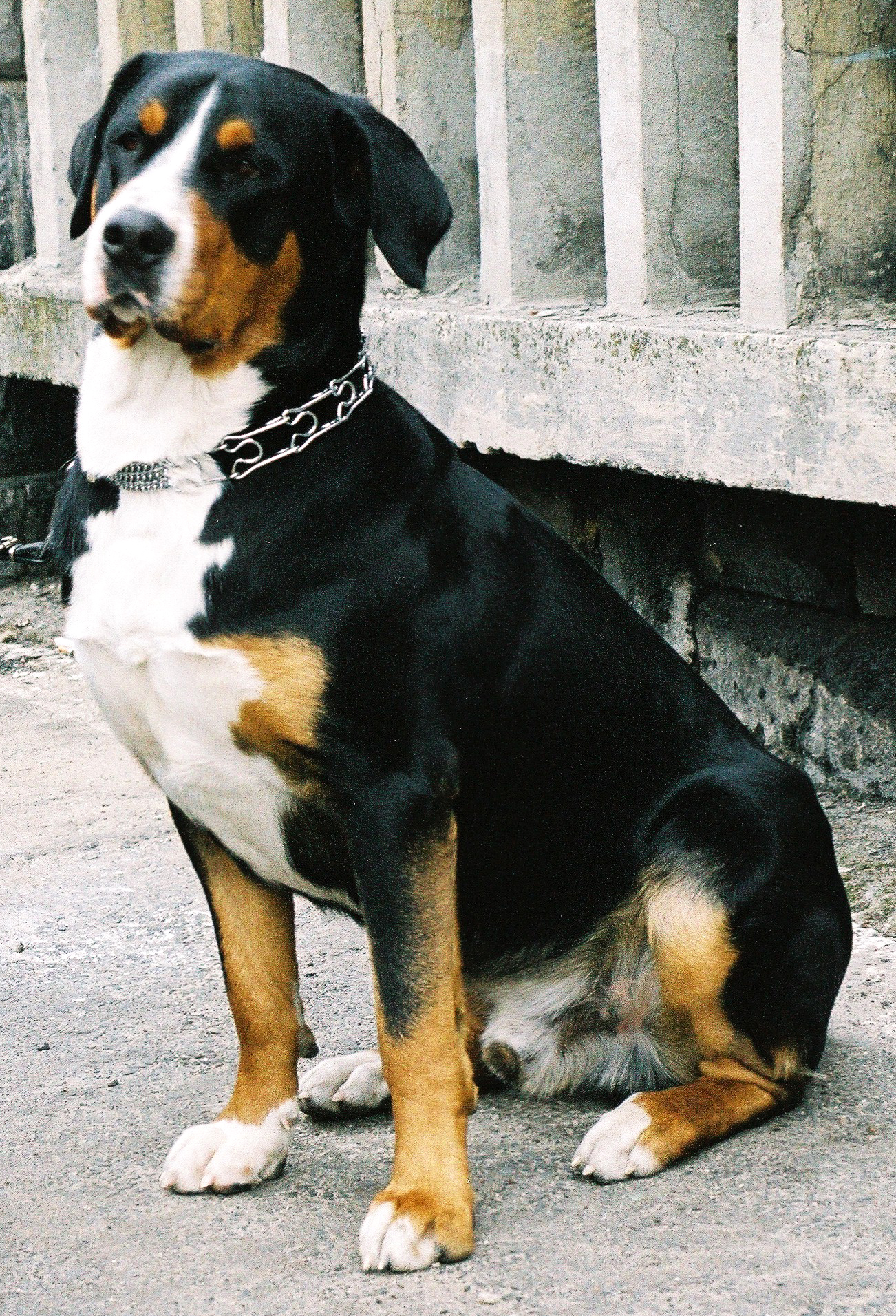
Gran Boyero Suizo.